# Ron Wyden
Ronald Lee Wyden (Wichita, Kansas, 3 mei 1949) is een Amerikaans politicus namens de Democratische Partij. Sinds 1996 is hij senator voor Oregon.

## Levensloop
Wyden werd geboren in een Joods gezin. Zijn ouders waren gevlucht uit Duitsland nadat de nazipartij daar aan de macht was gekomen. Wyden studeerde aan de University of California, omdat hij een beurs kreeg om in het basketbalteam te spelen. Daarna behaalde hij een bachelor aan de Stanford-universiteit en zijn doctorsgraad aan de University of Oregon.
Wyden is tweemaal getrouwd. Uit zijn eerste huwelijk heeft hij twee kinderen. Zijn huidige vrouw Nancy Bass kreeg in november 2007 een tweeling.

## Politieke carrière
In 1980 werd Wyden gekozen in het Huis van Afgevaardigden. Hij zou daarna zevenmaal herkozen worden. In januari 1996 werd Wyden gekozen in de senaat.
Wyden staat bekend als social-liberaal. Wyden stemde tegen de oorlog in Irak. In maart 2006 was hij een van de weinige senatoren die tegen de Patriot Act stemden, uit angst dat de privacy van burgers te veel zou worden aangetast.
Wyden heeft tegen veel voorstellen voor beperking van abortus gestemd. Ook heeft hij gestemd tegen maatregelen voor beperking van de doodstraf. Hij was een van de eerste senatoren die publiekelijk aangaf voor een huwelijk tussen partners van gelijke sekse te zijn.
De senator uit Oregon is een sterk pleitbezorger voor de vrije handel en heeft onder andere voor DR-CAFTA gestemd.
Tijdens de wereldwijde globale crisis die begon in 2008 stemde Wyden tegen de financiële bailouts die de regering van president George W. Bush voorstelde. Ook was hij kritisch op de financiële plannen van de nieuwe president Barack Obama. Hij vond dat er te weinig ambitie uit sprak. Uiteindelijk stemde hij echter wel voor.
Alabama: Tuberville (R) · Britt (R)
Alaska: Murkowski (R) · Sullivan (R)
Arizona: Kelly (D) · Gallego (D)
Arkansas: Boozman (R) · Cotton (R)
Californië: Padilla (D) · Schiff (D)
Colorado: Bennet (D) · Hickenlooper (D)
Connecticut: Blumenthal (D) · Murphy (D)
Delaware: Coons (D) · Blunt Rochester (D)
Florida: R. Scott (R) · Moody (R)
Georgia: Ossoff (D) · Warnock (D)
Hawaï: Schatz (D) · Hirono (D)
Idaho: Crapo (R) · Risch (R)
Illinois: Durbin (D) · Duckworth (D)
Indiana: Young (R) · Banks (R)
Iowa: Grassley (R) · Ernst (R)
Kansas: Moran (R) · Marshall (R)
Kentucky: McConnell (R) · Paul (R)
Louisiana: Cassidy (R) · Kennedy (R)
Maine: Collins (R) · King (O)
Maryland: Van Hollen (D) · Alsobrooks (D)
Massachusetts: Warren (D) · Markey (D)
Michigan: Peters (D) · Slotkin (D)
Minnesota: Klobuchar (D) · Smith (D)
Mississippi: Wicker (R) · Hyde-Smith (R)
Missouri: Hawley (R) · Schmitt (R)
Montana: Daines (R) · Sheehy (R)
Nebraska: Fischer (R) · Ricketts (R)
Nevada: Cortez Masto (D) · Rosen (D)
New Hampshire: Shaheen (D) · Hassan (D)
New Jersey: Booker (D) · Kim (D)
New Mexico: Heinrich (D) · Luján (D)
New York: Schumer (D) · Gillibrand (D)
North Carolina: Tillis (R) · Budd (R)
North Dakota: Hoeven (R) · Cramer (R)
Ohio: Moreno (R) · Husted (R)
Oklahoma: Lankford (R) · Mullin (R)
Oregon: Wyden (D) · Merkley (D)
Pennsylvania: Fetterman (D) · McCormick (R)
Rhode Island: Reed (D) · Whitehouse (D)
South Carolina: Graham (R) · T. Scott (R)
South Dakota: Thune (R) · Rounds (R)
Tennessee: Blackburn (R) · Hagerty (R)
Texas: Cornyn (R) · Cruz (R)
Utah: Lee (R) · Curtis (R)
Vermont: Sanders (O) · Welch (D)
Virginia: Warner (D) · Kaine (D)
Washington: Murray (D) · Cantwell (D)
West Virginia: Moore Capito (R) · Justice (R)
Wisconsin: Johnson (R) · Baldwin (D)
Wyoming: Barrasso (R) · Lummis (R)
(D): Democraat · (R): Republikein · (O): Onafhankelijk
- Gemeinsame Normdatei: 171739809
- International Standard Name Identifier: 0000 0000 7184 8747
- Library of Congress Control Number: no2009157614
- SNAC: w6gv6cw8
- Biographical Directory of the United States Congress: W000779
- Virtual International Authority File: 101477044
- WorldCat: E39PBJbCTJVgFGqQWw6QPHrpfq